# Von Halle
von Halle är en tysk uradelssläkt från Halle i Sachsen i Tyskland. Släkten kom till Sverige år 1610 genom Henrik von Halle över Preussen, där han slogs till riddare 1629.
Vapen: på svart fält en silverbalk belagd med tre röda rosor.

## Historia
Ätten von Halle är sedan medeltiden känd från Halle i Sachsen, och spred sig till Bremen i Nordtyskland, och därifrån till Sverige och Danmark. Christine von Halle var 1554 gift med kunglig ståthållare i hertigdömena Schleswig och Holstein, tysk-danske Henrik Rantzau (1526-1598). Christine von Halle sägs ha medfört en hemgift av 4 000 kg guld, vilken blev grunden för Rantaus omfattande och vinstinbringande kreditutlåning, och ätterna von Halle och Rantzaus vapen ingår i tredje och fjärde fältet av den svenska ätten Reventlows kvadrerade vapen.

## Svenska adelsätten von Halle nummer 976
Släkttavla över utvalda medlemmar med anknytning till Sverige, efter Gustaf Elgenstierna. 
1. Jonatan von Halle var superintendent eller biskop i Bremen och gift med en kvinna ur ätten von Brobergen.
  1. Henrik von Halle, föddes i Braunschweig och kom 1610 till Sverige. Löjtnant vid Södermanlands rytteri 16281. Slagen 1629 i Preussen. Gift 1616 med Margareta Wäderhorn, nr 225, levde ännu 1652-08-00, dotter av Gjord Pedersson och Mariana Pedersdotter.
    1. Joël von Halle, natural. von Halle, till Taxinge i Lids socken, Södermanlands län. Född där 1621-05-02 (enligt vapnet i Lids kyrka). Ryttare vid Harald Stakes västgötaskvadron 1636. Korpral vid Johann Eberhard von Bellingshausens (1604–1655) regemente 1642 och vid Magnus Gabriel De la Gardies livregemente till häst 1655. Kvartermästare därstädes 1656. Löjtnant vid skånska kavalleriregementet 1659. Ryttmästare för ett kompani av stadsvakten i Stockholm 1676. Major vid Ramsvärds regemente samma år 1/11. Avsked 1678-11-18. Överstelöjtnants titel 1679. Naturaliserad svensk adelsman 1682-10-24 (introducerad under nr 976). Död 1698-07-02 på Taxinge och begraven 1699-02-22 i Lids kyrka Södermanlands län. Gift 1) (med vilken är ej känt). Gift 2) 1686-02-28 Lagersberg med Helena Lagerqvist i hennes 2:a gifte (gift 1:o 1678-10-27 på Lagersberg med assessorn Johan Wattrang, adlad Wattrang, i hans 2:a gifte, född 1619, död 1680), född 1646-04-26, död 1701-08-02 och begraven i Lids kyrka, dotter av lagmannen Erik Eriksson Dryselius, adlad Lagerqvist, och Maria Elofsdotter.
      1. En dotter. Gift med inspektören Aron Leuchovius, farfader till Aron Leuchovius, adlad Ehrengranat.
      2. Margareta, född 1650, död 1714-03-28 på Taxinge. Gift 1671 med löjtnanten vid södra skånska kavalleriregementet Magnus Bröms, död 1703.
      3. Anna Elisabet, död 1717-12-06 Medhamra. Gift med majoren Anders Gyllenållon, i hans 2:a gifte, född 1644, död 1713.